# Meritus.GP

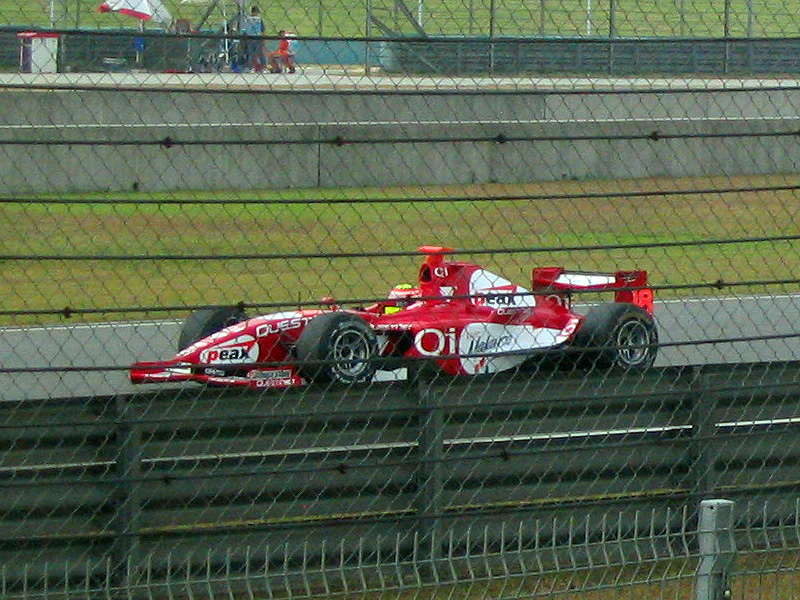
GP2-Asia-Rennwagen von Meritus 2008

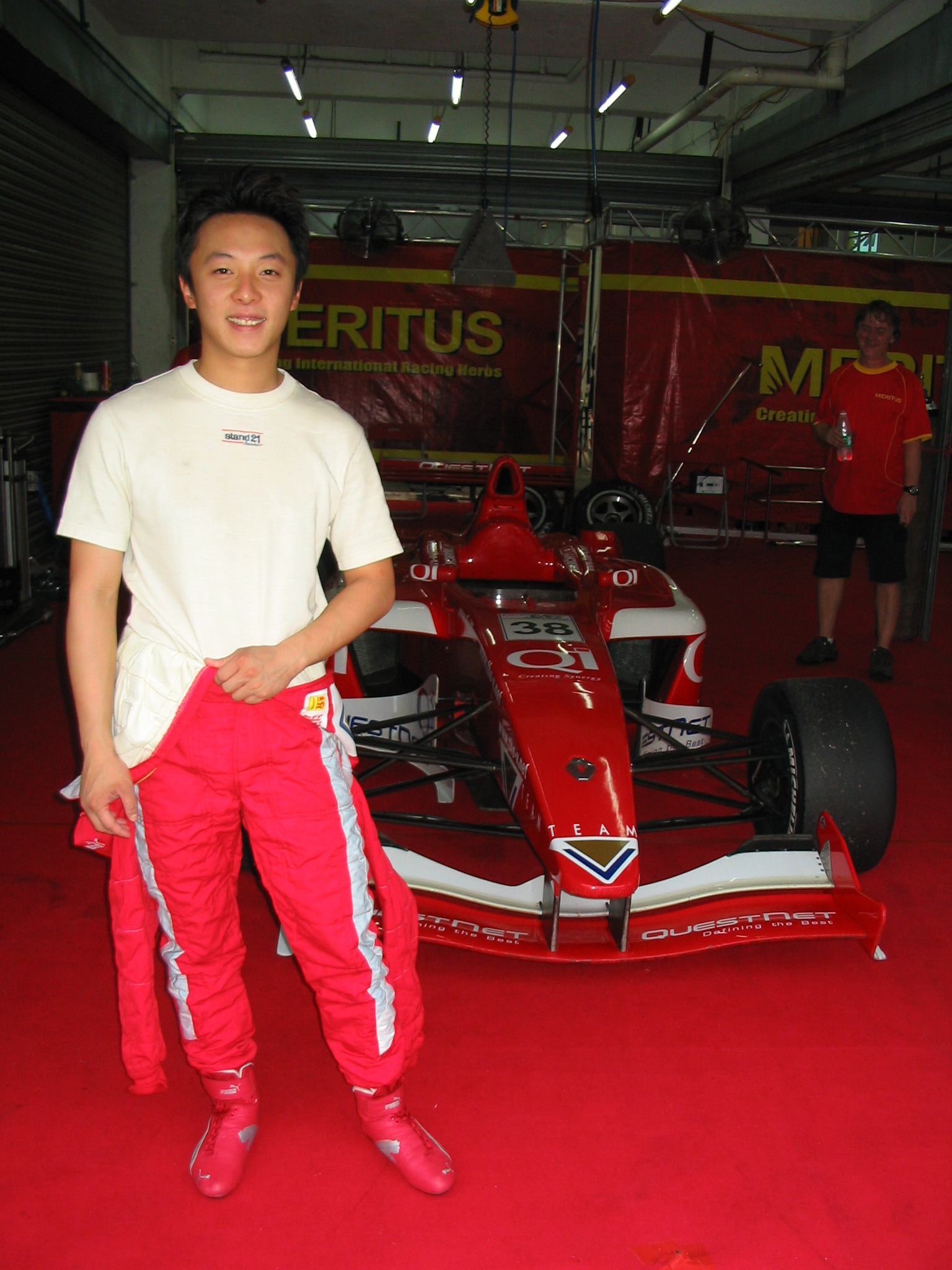
Marchy Lee vor seinem Meritus-Formel-Asia-V6-Boliden 2006

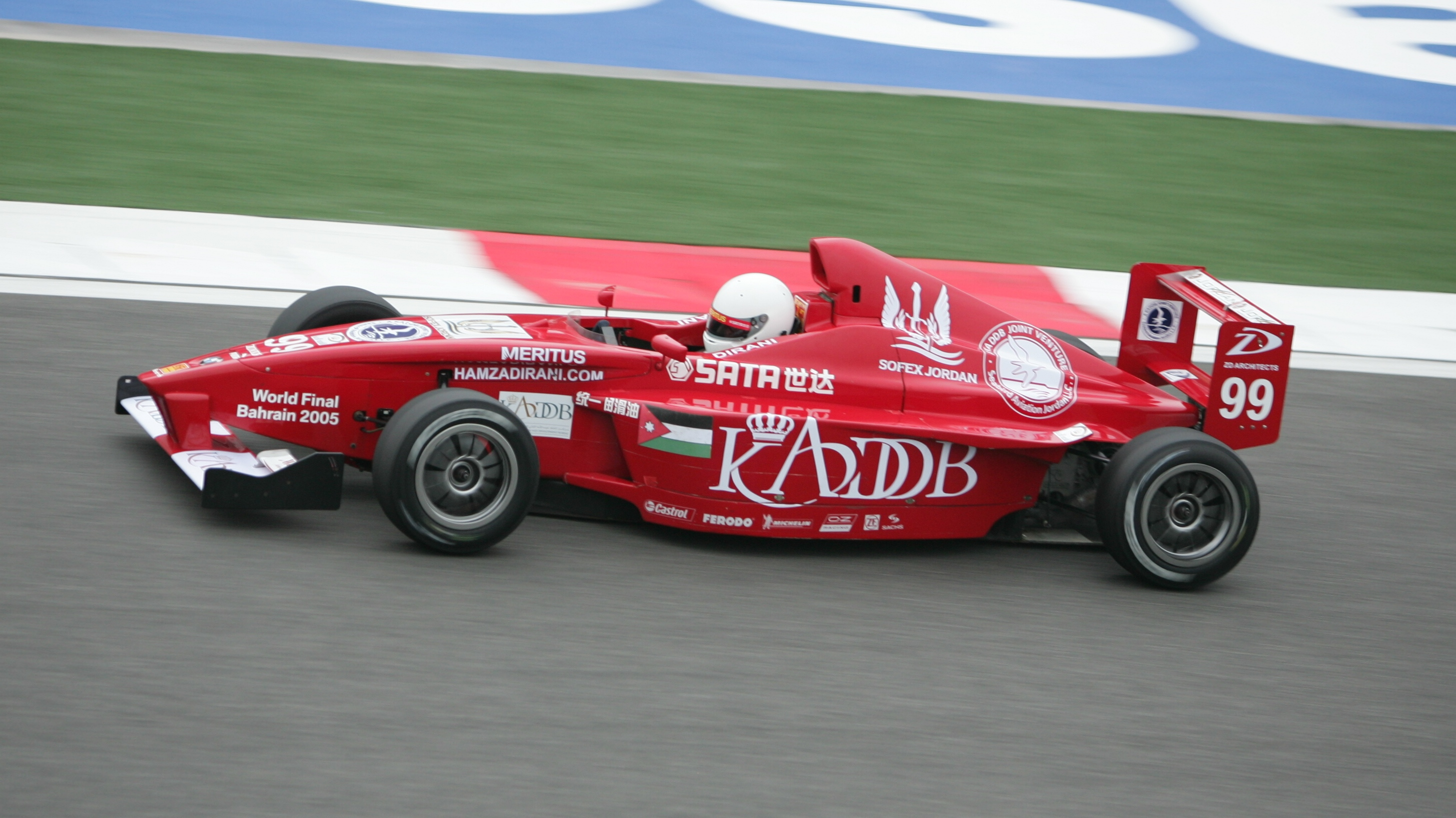
Formel-BMW-Auto von Meritus 2005

Meritus.GP ist ein malaysisches Automobilsport-Team, das überwiegend im Formelsport tätig ist und 2012 in der JK Racing Asia Series aktiv sein wird. Seinen Sitz hat es in Kuala Lumpur.

## Geschichte
Der vom Iren Peter Thompson gegründete Rennstall hat seinen Ursprung in Europa, wo er ab 1989 als PTM Motorsport in der Formel Opel (Euroseries und EFDA Nations Cup) und der Formel Vauxhall Lotus sowie 1993 in der Internationalen Formel 3000 und 1994 in der Britischen Formel-3-Meisterschaft antrat. 1995 siedelte der Rennstall unter dem Namen Meritus Asia Pacific Ltd nach Asien um und nahm an der Formel Asia 2000, der damals einzigen FIA-sanktionierten Monoposto-Serie im südostasiatischen Raum, teil. Er blieb diesem Championat bis zu dessen Ende 2002 erhalten und ging anschließend in der asiatischen Formel Renault an den Start, in der nur die Macau-Rennen 2002 und 2003 bestritten wurden, wobei mit Jamie Green 2002 der Sieg errungen werden konnte. 2003 schloss sich das Team der Formel BMW Asia an und ist auch bis heute in deren Nachfolgemeisterschaft JK Racing Asia Series aktiv. Ebenfalls 2003 gewann es bei seiner ersten Teilnahme das Merdeka-12-Stunden-Rennen auf dem Sepang International Circuit mit einem Porsche GT3. Von 2000 bis 2003 setzte das Team wieder Autos in der Britischen Formel 3 ein. 2005/06 und 2006/07 war es mit einem Auto in der Toyota Racing Series vertreten und gewann in der ersten Saison mit Hamad Al Fardan den New Zealand Grand Prix. In den Jahren 2006 bis 2008 engagierte sich Team Meritus zudem in der FV6 Asia, der asiatischen Formel-Renault-3.5-Meisterschaft. Von 2008 bis 2010 trat das Team als Qi-Meritus Mahara – der arabische Ausdruck Mahara bedeutet in etwa „Dienste auf professionelle Art gewährleisten“ – in der GP2-Asia-Serie an und erreichte 2009/2010 mit Luca Filippi einen Rennsieg sowie Platz zwei in der Fahrer-Gesamtwertung.
Mit Vincenzo Sospiri (Formel Vauxhall Lotus, 1989), Pedro Lamy (Teil des portugiesischen Teams im EFDA Nations Cup, 1990 und 1991), Ricardo Rosset (Formel Opel Euroseries, 1992) sowie Narain Karthikeyan und Takuma Satō, der 1999 das Macau-Rennen der Formel Asia 2000 für das Team gewann, wurden fünf ehemalige Piloten des Rennstalls zu Formel-1-Fahrern. Außerdem absolvierte David Coulthard für das Team seinen ersten Test mit einem Formelfahrzeug.
Der Name Meritus ist vom lateinischen Wort „meritum“ (Verdienst, Lohn) abgeleitet.

## Meister
- Portugal (mit Pedro Lamy und Diogo Castro Santos): EFDA Nations Cup (1990 & 1991)
- Narain Karthikeyan: Formel Asia 2000 (1996, inklusive Team-Meisterschaft)
- Bagoes Hermanto: Formel Asia 2000 (1997, inklusive Team-Meisterschaft)
- Nattapong Horthongkum: Formel Asia 2000 (1999, inklusive Team-Meisterschaft)
- Ng Wai Leong: Formel Asia 2000 (2000, inklusive Team-Meisterschaft)
- Ho-Pin Tung: Formel BMW Asia (2003, inklusive Team-Meisterschaft)
- Marchy Lee: Formel BMW Asia (2004, inklusive Team-Meisterschaft)
- Earl Bamber: Formel BMW Asia (2006, inklusive Team-Meisterschaft)
- James Winslow: Formel V6 Asia (2007, inklusive Team-Meisterschaft)
- Jazeman Jaafar: Formel BMW Asia (2007, inklusive Team-Meisterschaft)
- James Grunwell: Formel V6 Asia (2008, inklusive Team-Meisterschaft)
- Ross Jamison: Formel BMW Pacific (2008, inklusive Team-Meisterschaft)
- Rio Haryanto: Formel BMW Pacific (2009, inklusive Team-Meisterschaft)

Hinzu kommen die Gewinne der Team-Meisterschaften  in der Formel Asia 2000 im Jahr 1998 und in der Formel BMW Asia 2005.